# Danilo Gregorić
Danilo Gregorić (1900. – 1957.), srpski novinar i političar, diplomat Kraljevine Jugoslavije u Njemačkoj. Bio je urednik srpskog lista "Vreme" koji je izlazio u Beogradu. Bliski suradnik njemačkog diplomata Viktora von Heerena, izaslanika Trećeg Reicha u Jugoslaviji. 
Danilov otac dr. Cvetko Gregorić bio je tajnik Industrijske korporacije u Beogradu, slovenskog podrijetla.
Danilo Gregorić bio je u Zboru. Nakon vrlo loših izbornih rezultata 1935. godine istaknuti članovi Zbora bili su nezadovoljni, kritizirali su Ljotića i odbijali slijepo podupirati njegove poteze, koji su im izgledali nerealni i ubitačni po daljnji razvitak pokreta. Ljotić je promijenio glavnog tajnika Velibora Jonića, a pred Vrhovni sud pokreta izvedeni su Jonić, Đorđe Perić i Danilo Gregorić. Uskoros se pridružio Jugoslavenskoj radikalnoj zajednici Milana Stojadinovića koji je poznavao njegova oca.
Kad je predsjednik Vlade Dragiša Cvetković formirao vladu, uzeo je Gregorića za svojega izravnoga izaslanika u Njemačkoj, jer je Gregorić izvrsno znao njemački jezik. Gregorić je posredovao između Cvetkovića i von Ribbentropa i imao je ulogu u pristupnim pregovorima za ulazak Kraljevine Jugoslavije u Trojni pakt. Često se sukobljavao s ministrom vanjskih poslova Cincar-Markovićem. Gregorićeva je želja bila postati ministar promidžbe, ali nije uspio. Kad je Cvetković promijenio gledište prema Njemačkoj, Gregorić je postavljen za zamjenika komesara lista Vreme, te i za komesara a kasnije i za direktora lista.
Kada je 27. ožujka 1941. godine izvršen državni udar, Gregorić nije bio u Beogradu. Supruga mu je uhićena, a njemu je poručeno kako neće biti puštena ako se on ne javi u upravu grada. Danilo Gregorić osuđen je na 18 godina robije zbog ratnih zločina u Jugoslaviji. Uz njega osuđeni su i Radenko Stanković, Ivo Perović i svi koji su bili za potpisivanje Trojnog pakta.

## Djela
- Danilo Gregorič (1942.). Samoubistvo Jugoslavije: poslednji čin jugoslovenske tragedije. Jugoistok.